# Шолька

Шолька — река в России, протекает в Краснобаковском районе Нижегородской области. Устье реки находится в 54 км по левому берегу реки Уста. Длина реки составляет 16 км, площадь водосборного бассейна — 43,4 км². 
Исток Шольки находится в лесах в 29 км к северо-востоку от посёлка Красные Баки. Течёт на юго-запад по сплошному ненаселённому лесному массиву. Впадает в Усту выше деревни Зубово.

## Данные водного реестра
По данным государственного водного реестра России относится к Верхневолжскому бассейновому округу, водохозяйственный участок реки — Ветлуга от города Ветлуга и до устья, речной подбассейн реки — Волга от впадения Оки до Куйбышевского водохранилища (без бассейна Суры). Речной бассейн реки — (Верхняя) Волга до Куйбышевского водохранилища (без бассейна Оки).
По данным геоинформационной системы водохозяйственного районирования территории РФ, подготовленной Федеральным агентством водных ресурсов:
- Код водного объекта в государственном водном реестре — 08010400212110000043441
- Код по гидрологической изученности (ГИ) — 110004344
- Код бассейна — 08.01.04.002
- Номер тома по ГИ — 10
- Выпуск по ГИ — 0